# Spinocalanus caudatus
Spinocalanus caudatus är en kräftdjursart som beskrevs av Georg Ossian Sars 1920. Spinocalanus caudatus ingår i släktet Spinocalanus och familjen Spinocalanidae. Inga underarter finns listade i Catalogue of Life.